# Michele Pennisi

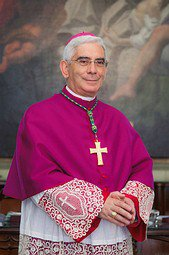
Erzbischof Michele Pennisi (2019)

Wappen als Erzbischof von Monreale

Michele Pennisi (* 23. November 1946 in Licodia Eubea, Provinz Catania, Italien) ist ein italienischer Geistlicher und emeritierter römisch-katholischer Erzbischof von Monreale.

## Leben
Michele Pennisi war Seminarist am Almo Collegio Capranica in Rom und empfing am 9. September 1972 von Bischof Carmelo Canzonieri das Sakrament der Priesterweihe. Er wirkte danach als Lehrer an verschiedenen staatlichen und kirchlichen Instituten. Von 1985 bis 1992 war er Rektor des Diözesanseminars von Caltagirone. Nachdem er von 1993 bis 1997 dort Bischofsvikar für kulturelle und soziale Pastoral war, ging Pennisi als Rektor des Almo Collegio Capranica nach Rom. Dieses Amt hatte er bis zu seiner Bischofsernennung inne.
Am 12. April 2002 wurde er zum Bischof von Piazza Armerina ernannt. Die Bischofsweihe empfing er am 3. Juli desselben Jahres in der Kathedrale von Piazza Armerina durch den Erzbischof von Palermo, Salvatore Kardinal De Giorgi. Mitkonsekratoren waren der Alterzbischof von Palermo, Salvatore Kardinal Pappalardo, und der Apostolische Nuntius in Italien, Erzbischof Paolo Romeo.
Am 8. Februar 2013 ernannte Papst Benedikt XVI. Pennisi zum Erzbischof von Monreale. Am 26. April desselben Jahres nahm der neu ernannte Erzbischof das Bistum entsprechend den Vorschriften des kanonischen Rechts (can. 382 CIC) in Besitz.
In der Sizilianischen Bischofskonferenz war Michele Pennisi Delegierter für katholische Erziehung, Schule und Universität.
Michele Pennisi ist seit 2007 Prior des Konstantinordens in Sizilien. Seit März 2014 ist er kirchlicher Großprior des „Militärischen und Hospitalischen Ordens des Hl. Lazarus von Jerusalem“. 2019 wurde er von Kardinal-Großmeister Fernando Filoni zum  Großoffizier des Ritterorden vom Heiligen Grab zu Jerusalem ernannt und in die Statthalterei Sizilien investiert.
Pennisi ist bekannt für „seine Entschlossenheit im Kampf gegen die Mafia“. 2017 verfügte er in einem Dekret, dass Mafiosi nicht mehr als Tauf- und Firmpaten auftreten dürfen.
Papst Franziskus nahm am 28. April 2022 seinen altersbedingten Rücktritt an.